# Chorley (Wilmslow West and Chorley)
Chorley är en civil parish i Cheshire East i Storbritannien. Den ligger i grevskapet Cheshire och riksdelen England, i den centrala delen av landet, 240 km nordväst om huvudstaden London. Antalet invånare är 399.